# Азалов, Клычнияз
Клычнияз Агзамович Азалов (10 марта 1921 — 27 декабря 1943) — гвардии красноармеец, участник Великой Отечественной войны, сабельник 58-го гвардейского кавалерийского полка 16-й гвардейской Черниговской кавалерийской дивизии (сформированной в декабре 1941 года в городе Уфе как 112-я Башкирская кавалерийская дивизия) 7-го гвардейского кавалерийского корпуса 61-й армии Центрального фронта, Герой Советского Союза (1944). Герой Туркменистана.

## Биография

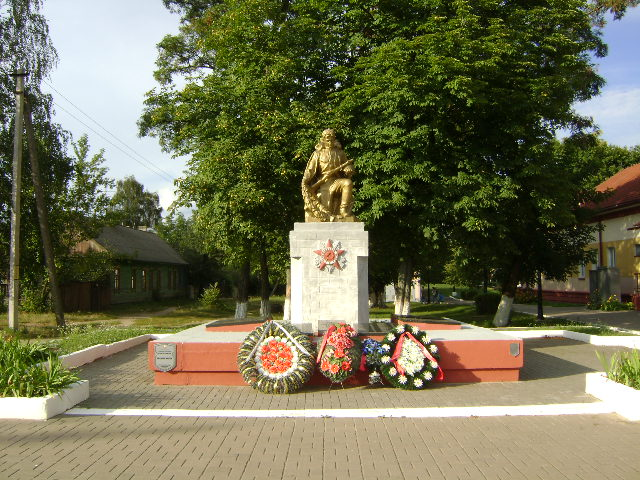
Братская могила на Привокзальной площади железнодорожной станции «Светлогорск-на-Березине» в Светлогорске, где захоронен К. Азалов

Родился 10 марта 1921 года в ауле Меджаур Баба Сары ныне Марыйского этрапа Марыйского велаята Туркменистана в крестьянской семье. По национальности туркмен. Работал в колхозе.
В Красной Армии с 1941 года. С мая 1943 года на фронте.
27 сентября 1943 года сабельник 58-го гвардейского кавалерийского полка (16-я гвардейская кавалерийская дивизия, 7-й гвардейский кавалерийский корпус, 61-я армия, Центральный фронт) комсомолец гвардии красноармеец Клычнияз Азалов под огнём противника в составе отделения переправился на правый берег реки Днепр у деревни Нивки Брагинского района Гомельской области Белоруссии и в течение 2 часов отражал яростные атаки противника, пытавшегося прорваться к месту переправы основных сил пока. Когда подошло подкрепление, он первым поднялся в атаку и первым ворвался во вражескую траншею. Действуя гранатами, штыком и финкой, в рукопашной схватке он уничтожил 13 немецких солдат и двух офицеров. В бою он получил три штыковые ранения и в тяжёлом состоянии был эвакуирован в госпиталь. После боя на правом берегу Днепра Клычнияз Азалов был ошибочно включён в списки погибших и похороненных в братской могиле в посёлке Комарин Брагинского района Гомельской области. Но к декабрю 1943 года он вернулся в строй и продолжил воевать в составе 30-го стрелкового полка 102-й стрелковой дивизии. 

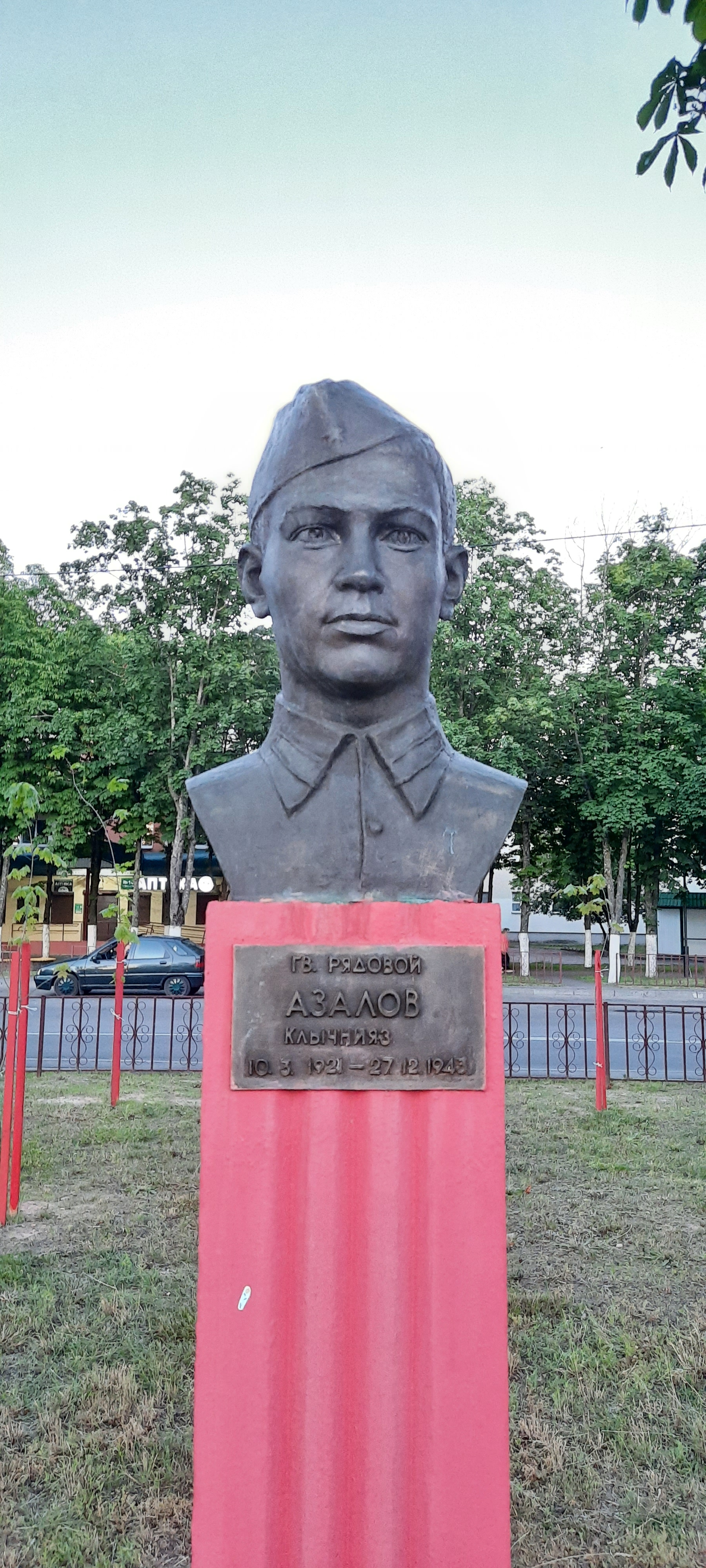
Бюст К. Азалова в Светлогорске

Клычнияз Азалов погиб 27 декабря 1943 года. Похоронен в братской могиле, расположенной на Привокзальной площади железнодорожной станции Светлогорск-на-Березине в городе Светлогорске Гомельской области Белоруссии.
Указом Президиума Верховного Совета СССР «О присвоении звания Героя Советского Союза генералам, офицерскому, сержантскому и рядовому составу Красной Армии» от 15 января 1944 года «за образцовое выполнение боевого задания командования на фронте борьбы с немецко-фашистскими захватчиками и проявленные при этом отвагу и геройство» гвардии красноармейцу Азалову Клычниязу присвоено звание Героя Советского Союза.

## Награды
- Медаль «Золотая Звезда» Героя Советского Союза
- Орден Ленина
- Посмертно удостоен высшей степени отличия Туркменистана — звания «Герой Туркменистана».

## Память
- В городе Светлогорск Гомельской области Белоруссии:
  - в 1982 году в Молодёжном микрорайоне улица Полесская была переименована в улицу имени Клычнияза Азалова.
  - на доме № 16 по улице К. Азалова установлена мемориальная доска. 28.11.2023 установлена оцифрованная табличка.
  - бюст Героя установлен на Аллее памяти в центре города.
- Имя Азалова носит школа № 3, в которой он учился.
- В родном колхозе установлен бюст Героя.

- Имя Клычнияза Азалова высечено золотыми буквами на мемориальных досках вместе с именами всех 78-и Героев Советского Союза 112-й Башкирской (16-й гвардейской Черниговской) кавалерийской дивизии, установленных:
  - в Национальном музее Республики Башкортостан (город Уфа, улица Советская, 14)
  - в филиале "Музей 112-й Башкирской (16-й гвардейской Черниговской) кавалерийской дивизии" Республиканского музея Боевой Славы (город Уфа, улица Левитана, 27).